# Stan Greig
Stanley Mackay Greig (Joppa (Edinburgh), 12 augustus 1930 - 18 november 2012) was een Schotse jazzpianist, -drummer en orkestleider.

## Biografie
Greig was de zoon van een pianobouwer en -stemmer. Met Al Fairweather en diens schoolvriend Sandy Brown speelde hij al in 1945 in de high school. Later hadden ze een gezamenlijke band in Edinburgh, waarmee ze in 1953 ook optraden in Londen. In 1954 verhuisde Greig definitief naar Londen en behoorde hij als drummer bij de Jazzmen van Ken Colyer, waarmee hij ook optrad in Duitsland. In 1955 werkte hij voor de eerste keer met Humphrey Lyttelton, daarna met Bruce Turner (ook als pianist). Eind jaren 1950 werkte hij weer met Lyttelton, weer in Al Fairweathers en Sandy Browns All Star Band (1958/59), tijdens de jaren 1960 meestal echter met Mr. Acker Bilks Paramount Jazz Band van 1960 tot 1968. In 1960 begeleidde hij als drummer met Alexis Korner de bluesmuzikant Memphis Slim (Blue this Evening).
Na 1969 werd de piano Greigs hoofdinstrument. Hij leidde een eigen kleine formatie en speelde vooral boogiewoogie en bluespiano. Begin jaren 1970 begeleidde hij Dave Shepherd en Johnny Hawksworth, daarna formeerde hij in 1975 de London Jazz Big Band, die tot 1985 bestond en optrad in de 100 Club. Van 1977 tot 1980 speelde hij met George Melly, daarna ging hij in 1980/1982 als orkestleider op tournee in Europa. Hij werkte van 1985 tot 1995 weer samen met Lyttelton (deze keer als pianist) en tijdens de jaren 1990 met Wally Fawkes. Met zijn Stan Greig Trio speelde hij (af en toe met Charlie Watts als drummer) hoofdzakelijk in en rond Londen. Bovendien werkte hij met Keith Smith, de Benny Waters/Freddy Randall Band en Art Hodes Blue Five & Six (1987). Tijdens de jaren 1990 leidde Greig zijn eigen Harlem Blues and Jazz Band, waarmee hij ook toerde op het Europese vasteland. In 2000 speelde hij in de band van Laurie Chescoe (Now We Are Ten) en in 2002 met Mr. Acker Bilk. Beperkt door de ziekte van Parkinson kon hij in de laatste jaren niet meer optreden.

## Overlijden
Stan Greig overleed in november 2012 op 82-jarige leeftijd.

## Discografie
Albums onder eigen naam
- Stan Greig Trio (Calligraph)
- Boogie Woogie (Lake, 1971–1997)

Albums als sideman
- Acker Bilk: The Traditional Jazz Scene, Vol. 1 (Teldec, 1959–63)
- Sandy Brown: McJazz and Friends (Lake, 1956–58)
- Ken Colyer: In the Beginning (Lake, 1953/54)
- Al Fairweather: Fairweather Friends made to Measure (Lake, 1957–61)
- Humphrey Lyttleton: The Parlophones - Volume One - Four (Calligrapph, 1949–59)
- Humphrey Lyttleton: Beano Boogie (Calligraph, 1989)
- Humphrey Lyttleton: Rent Party (Stomp Off, 1991/92),
- Humphrey Lyttleton: Hear Me Talkin´ to Ya (Calligraph, 1993)